# NGC 7081
NGC 7081 ist eine Spiralgalaxie vom Hubble-Typ Sb im Sternbild Wassermann auf der Ekliptik. Sie ist schätzungsweise 153 Millionen Lichtjahre von der Milchstraße entfernt und hat einen Durchmesser von etwa 60.000 Lj.
Im selben Himmelsareal befinden sich die Galaxien NGC 7077 und IC 5111.
Das Objekt wurde am 10. Oktober 1790 von Wilhelm Herschel entdeckt.